# Boskovice
Boskovice (německy Boskowitz) jsou město v okrese Blansko v Jihomoravském kraji, 14 km severně od Blanska a 33 km severně od Brna na hranicích Drahanské vrchoviny. Severovýchodně od města leží vodní nádrž Boskovice a přírodní park Řehořkovo Kořenecko. Jižní částí města protéká potok Bělá. Žije zde přibližně 13 tisíc obyvatel. Historické jádro města je včetně židovského ghetta od roku 1990 městskou památkovou zónou. Sousedními obcemi sídla jsou Vážany, Okrouhlá, Sudice, Valchov, Skalice nad Svitavou, Chrudichromy, Vísky, Lhota Rapotina, Velenov, Újezd u Boskovic a Míchov.

## Název
Místní jméno Boskovice (výchozí tvar byl Boskovici) bylo odvozeno od osobního jména Bosek nebo Bosko (jehož základem je bosý) a znamenalo „Boskovi“ lidé. V písemných záznamech měl název vesnice (města) postupně podobu Bozcowiz (1222), Boskowitz (1308), Bozkowicz (1632), Bosskowicz (1708), Boskowitz (1751, 1848), Boskovice (1850–1950), Boskowitz / Boskovice (1939–45). Židovský název města v hebrejštině zní באסקוויץ.

## Historie

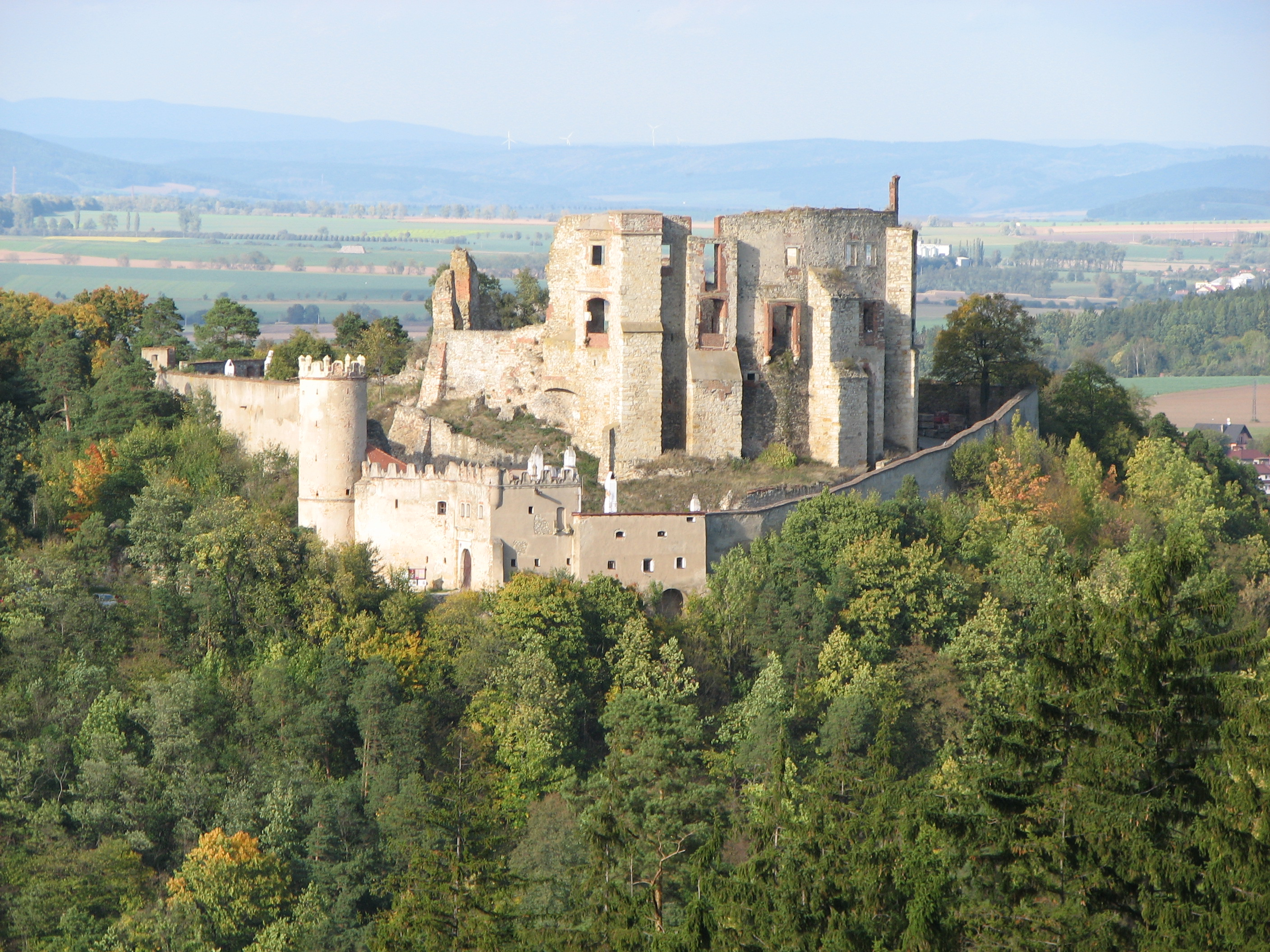
Boskovický hrad

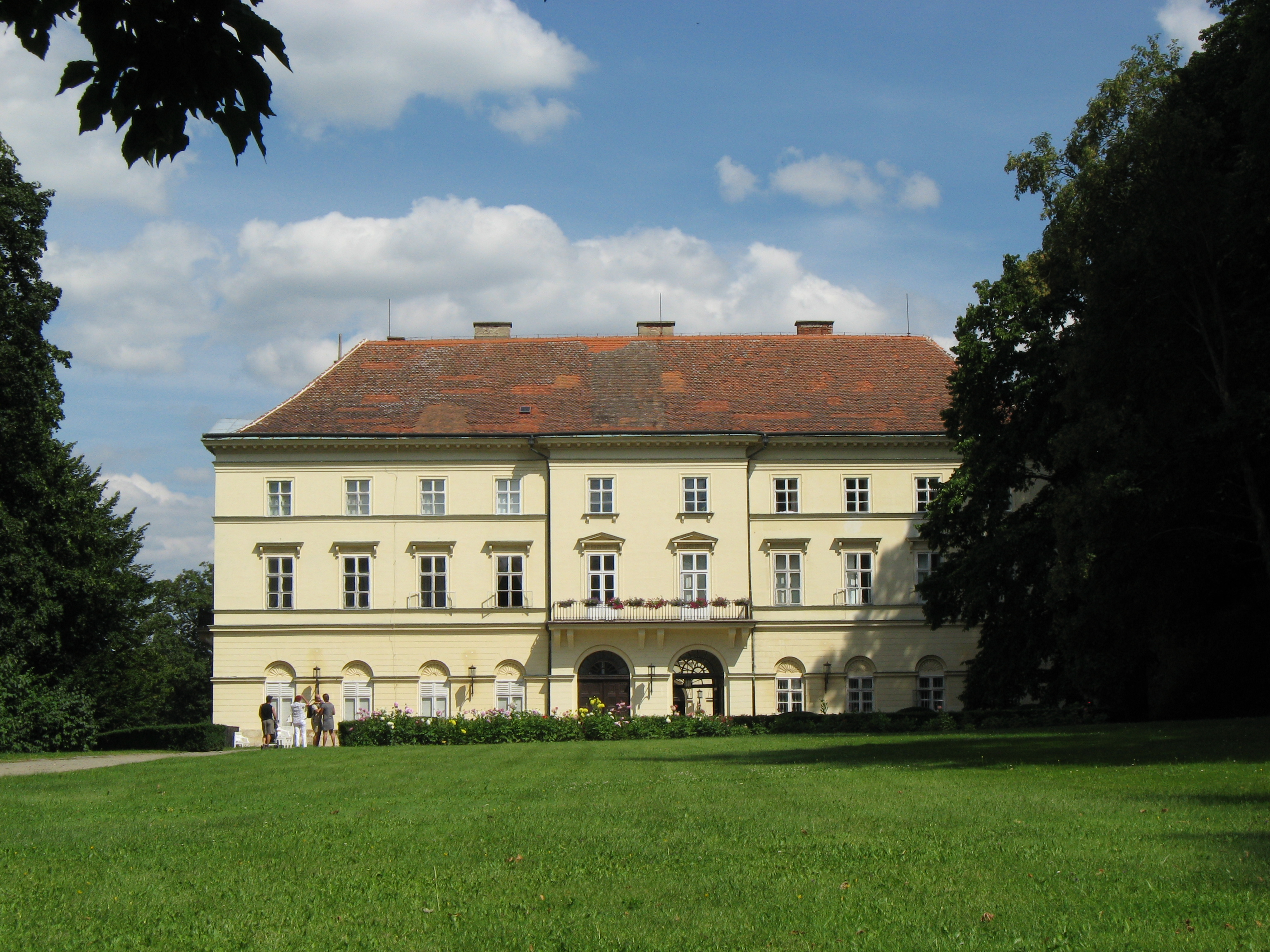
Zámek

Boskovice jako trhová osada byla založena pravděpodobně ve 13. století. Avšak z archeologických nálezů lze usuzovat, že osídlení v těchto místech je daleko starší. První uvedení názvu Boskovice je z roku 1222, kdy Jimram z Boskovic byl svědkem vydání listiny Přemyslem Otakarem I. O sto let později, roku 1313, je datována první zmínka o Boskovickém hradu. První písemná zmínka přímo o městě samotném pochází z roku 1413. V roce 1463 v Praze povoluje král Jiří z Poděbrad Boskovicím pořádat jarmark a výroční trhy na den svatého Víta.
V roce 1759 bylo prvně v boskovických listinách použito názvu „město Boskovice“. K povýšení na město tedy pravděpodobně došlo někdy za vlády Marie Terezie (1740–1780). Za vlády jejího syna Josefa II. byl v Boskovicích zřízen magistrát, ale také odňato hrdelní právo, které Boskovice užívalo od roku 1255.
V nejbližším okolí historického jádra Boskovic také vyrostlo předměstské osídlení, dělicí se na Dolní a Horní Předměstí. K Boskovicím patří také židovská obec. V roce 1454 vydal král Ladislav Pohrobek zákon o vyhnání Židů z královských měst. Většina Židů přicházejících v tuto dobu byla původem právě z Brna. Uzavřené ghetto oddělené od města dvěma branami vzniklo v roce 1727. V roce 1930 se k židovské národnosti hlásilo 318 boskovických obyvatel. Ve dnech 14. a 15. března 1942 bylo z Boskovic do koncentračních táborů deportováno 458 židovských obyvatel, z nichž se vrátilo jen 14 lidí.
Do roku 1792 Boskovice patřily do olomouckého kraje. Změnou však byly přesunuty do kraje brněnského. V roce 1848 byl nově zřízen podkraj Boskovický, později okres Boskovice. Ten byl zrušen k 1. lednu 1960 a Boskovice přešly pod okres Blansko.

### Majitelé Boskovic
Prvními majiteli města i hradu byli páni z Boskovic. V letech 1398–1458 je vystřídali páni z Kunštátu, ale po nich se opět vrátili Boskovicové. Od roku 1547 se držení majetku přesunulo na rod Ederů ze Šťavnice. Po dvaceti letech převzali panství Morkovští ze Zástřizl. Na konci 17. století získal Boskovice rod Ditrichštejnů. Posledním majitelem města byl rod Mensdorff-Pouilly, kteří město převzali v 50. letech 19. století.

## Obyvatelstvo

### Struktura
Vývoj počtu obyvatel za celou obec i za jeho jednotlivé části uvádí tabulka níže, ve které se zobrazuje i příslušnost jednotlivých částí k obci či následné odtržení.
| Místní části   | Místní části   | 1869 | 1880 | 1890 | 1900 | 1910 | 1921 | 1930 | 1950 | 1961 | 1970 | 1980  | 1991  | 2001  | 2011  | 2021  |
| -------------- | -------------- | ---- | ---- | ---- | ---- | ---- | ---- | ---- | ---- | ---- | ---- | ----- | ----- | ----- | ----- | ----- |
| Počet obyvatel | část Boskovice | 6204 | 6119 | 6443 | 6547 | 7306 | 7322 | 7595 | 7244 | 8235 | 8837 | 11045 | 11290 | 11359 | 11502 | 11726 |
| Počet domů     | část Boskovice | 738  | 788  | 784  | 828  | 950  | 1093 | 1265 | 1491 | 1551 | 1682 | 1761  | 1914  | 1999  | 2253  | 2457  |

Věková struktura obyvatel obce Boskovice roku 2011
Rodinný stav obyvatel obce Boskovice roku 2011
Vzdělání obyvatel obce Boskovice roku 2011

## Místní části
Boskovice tvoří pět místních částí:
- Bačov (od 1981)
- Boskovice
- Hrádkov (od 1976)
- Mladkov (od 1968)
- Vratíkov (od 1976)

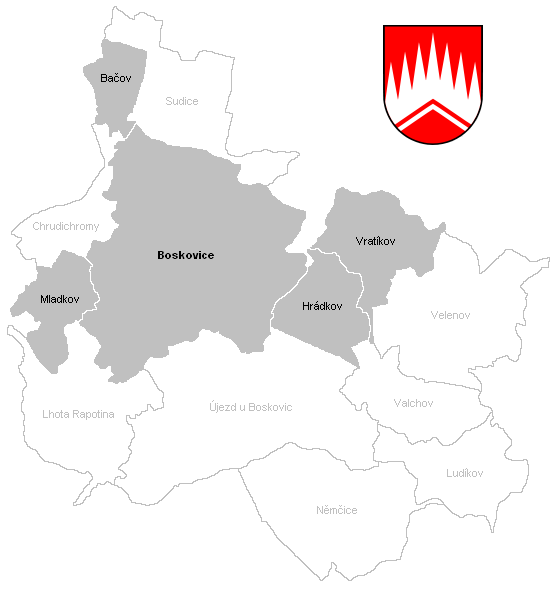
Současné a bývalé místní části

V minulosti byly součástí Boskovic i dnes samostatné obce Chrudichromy (1976–1991), Lhota Rapotina (1980–1991), Ludíkov (1986–1992), Němčice (1986–1991), Sudice (1980–1991), Újezd (1981–1992), Valchov (1986–1991) a Velenov (1986–1992).

## Doprava
Město leží na železniční trati Skalice nad Svitavou – Velké Opatovice na které leží stejnojmenná stanice, silnici II/150, silnici II/374. Obsluhují ho vlakové spoje linky S21 a autobusové spoje linek 234, 251, 256, 258, 259, 260, 261 a 265 ty jsou zaintegrovány v IDS JMK.

## Samospráva
V letech 2006–2014 byl starostou Jaroslav Dohnálek (ODS). 
V období 2014–2018 byla starostkou Hana Nedomová (ČSSD).
Ve volebním období 2018–2022 byl starostou opět Jaroslav Dohnálek (ODS).
Ve volebním období 2022–2026 je starostkou Jana Syrovátková.

## Kultura

### Divadelní soubory
- Divadlo Naboso
- Ochotnické divadlo Boskovice

### Kulturní prostory
- Kino Panorama
- Letní kino Boskovice
- Knihovna Boskovice
- Prostor
- Sokolovna
- Zámecký skleník

### Festivaly a pravidelné akce
- Smrtfest
- Jarní sraz Velorexů
- Boskovické běhy
- Festival Boskovice každoročně druhý víkend v červenci
- Husí slavnosti
- Vánoční jarmark

## Pamětihodnosti

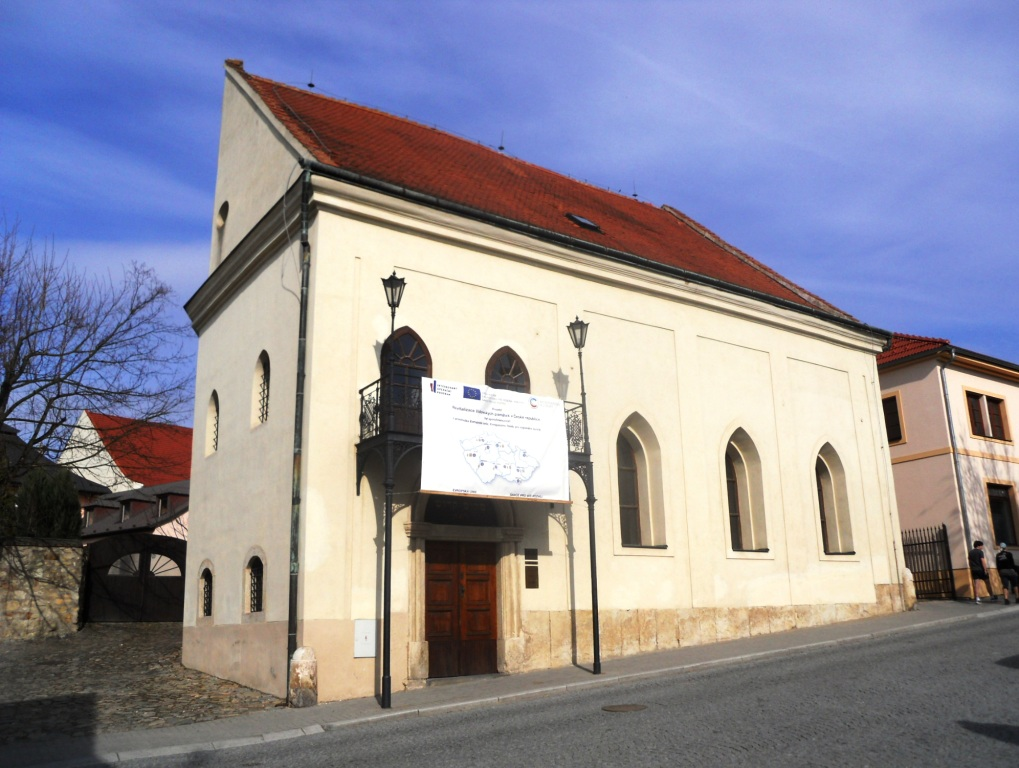
Synagoga v židovském městě

- Hrad Boskovice ze 13. století na vrchu nad městem
- Zámek Boskovice z let 1819–1826
- Kostel sv. Jakuba Staršího z roku 1346
- Pirochtův mlýn
- Větší synagoga z roku 1639
- Židovský hřbitov
- Planetka Boskovice (25358)[13] Slavnostního předání certifikátu starostovi města Jaroslavu Dohnálkovi se 17. června 2011 zúčastnili: objevitelka paní Bc. Lenka Šarounová (Kotková), RNDr. Jiří Grygar, CSc., a navrhovatel Ing. Karel Pavlů.[14]

Velká židovská komunita obývala židovské město, z něhož se zachovalo několik domů, synagoga, židovský hřbitov a jedna původní brána.

## Příroda
- Přírodní památka Lebeďák
- Vodní nádrž Boskovice – vstup je povolen pouze na hráz a je zakázáno koupání.
- Melkovské údolí – za lesem Doubravou na Melkovském potoce, mezi přehradou a osadou Melkov – výjimečná jarní květena, pole petrklíčů a devětsilů.
- Pilské údolí – v údolí bývaly tři vodní mlýny, každý s vlastním rybníkem, v současné době jsou zde rybníky dva a jeden dochovaný mlýn.
- Vratíkovský kras – přírodní rezervace s krasovými jevy rozkládající se východně od Boskovic.
- Arboretum Šmelcovna

## Osobnosti

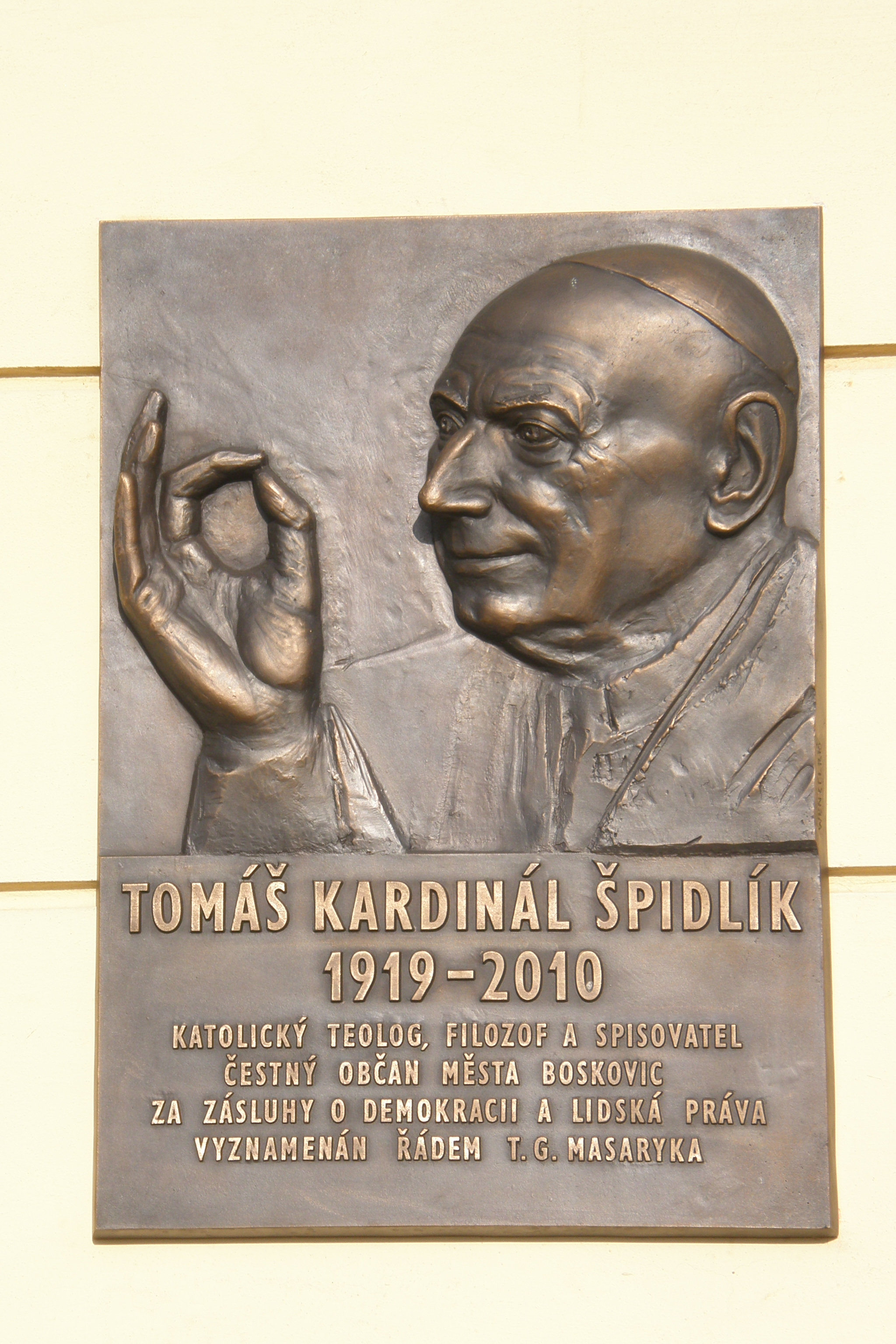
Pamětní deska kardinála Tomáše Špidlíka v rodných Boskovicích

V Boskovicích žila či se narodila řada významných osobností, jak pedagogové, tak osoby kulturně či sportovně činné. Jedním z nich byl i například objevitel Věstonické venuše Karel Absolon, členové místního Musejního spolku a dlouholetí badatelé na 15 km vzdáleném keltském oppidu Staré Hradisko František Lipka a Karel Snětina, malíř František Řehořek (podle nějž byl pojmenován přírodní park Řehořkovo Kořenecko) a také malíř Otakar Kubín, textilní výtvarník Josef Müller, působící v gobelínce v Jindřichově Hradci. Dále Yvetta Hlaváčová, jež reprezentuje republiku v dálkovém plavání. Mezi další rodáky – sportovce – patří například i hokejista Jan Kolář. Dalším rodákem z Boskovic je Jaroslava Maxová, operní pěvkyně a pěvecká pedagožka. Z Boskovic pochází také fotograf Josef Koudelka, žijící v Paříži. Významným rodákem je také kardinál Tomáš Špidlík. V neposlední řadě mezi boskovické rodáky patří i Josef Dobeš (VV, Pro sport a zdraví), ministr školství mládeže a tělovýchovy za vlády Petra Nečase.

## Sport
- SK Minerva Boskovice – hokejový klub
- FC Boskovice
- Boskovické stezky a Sportpark Boskovice

### Účastníci Olympijských her z Boskovic
- Olga Šicnerová, provdaná Oldřichová (nar. 1928, Břeclav), LOH 1948, Londýn (atletika - běh na 100 m)
- Miroslav Jurek (nar. 1935), LOH 1960 (atletika – běh na 5 000 a 10 000 metrů)
- Miloš Máca (1927–1984), LOH 1952 (atletika – hod kladivem)[15]

## Partnerská města
- Rawa Mazowiecka
- Levice
- Frasnes-lez-Anvaing
- Prnjavor

### Přeskrajová spolupráce
- Konice, Česko
- Moravská Třebová, Česko
- Náměšť na Hané, Česko
- Nové Město na Moravě, Česko
- Svitavy, Česko

## Galerie

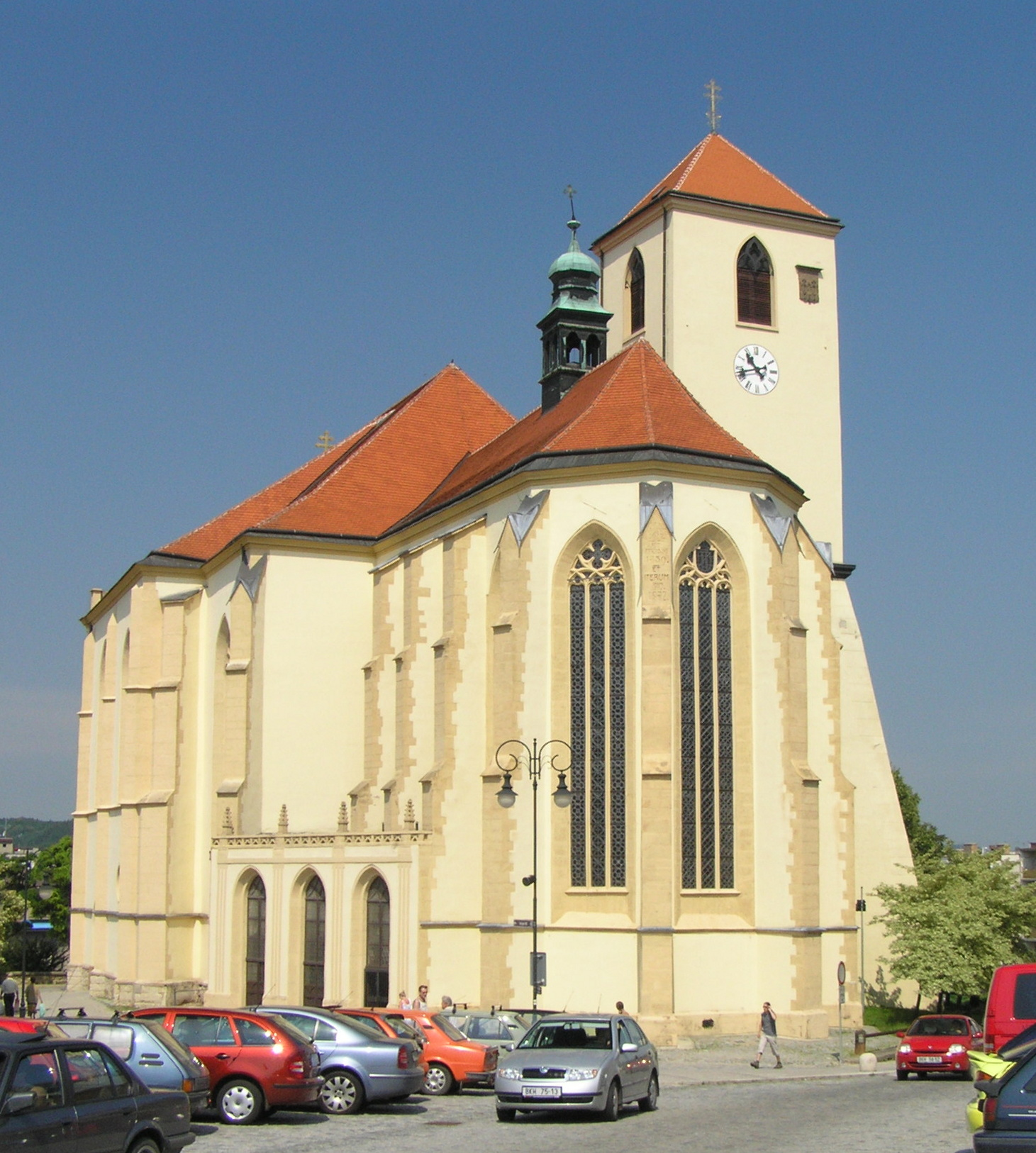
Kostel sv. Jakuba Staršího
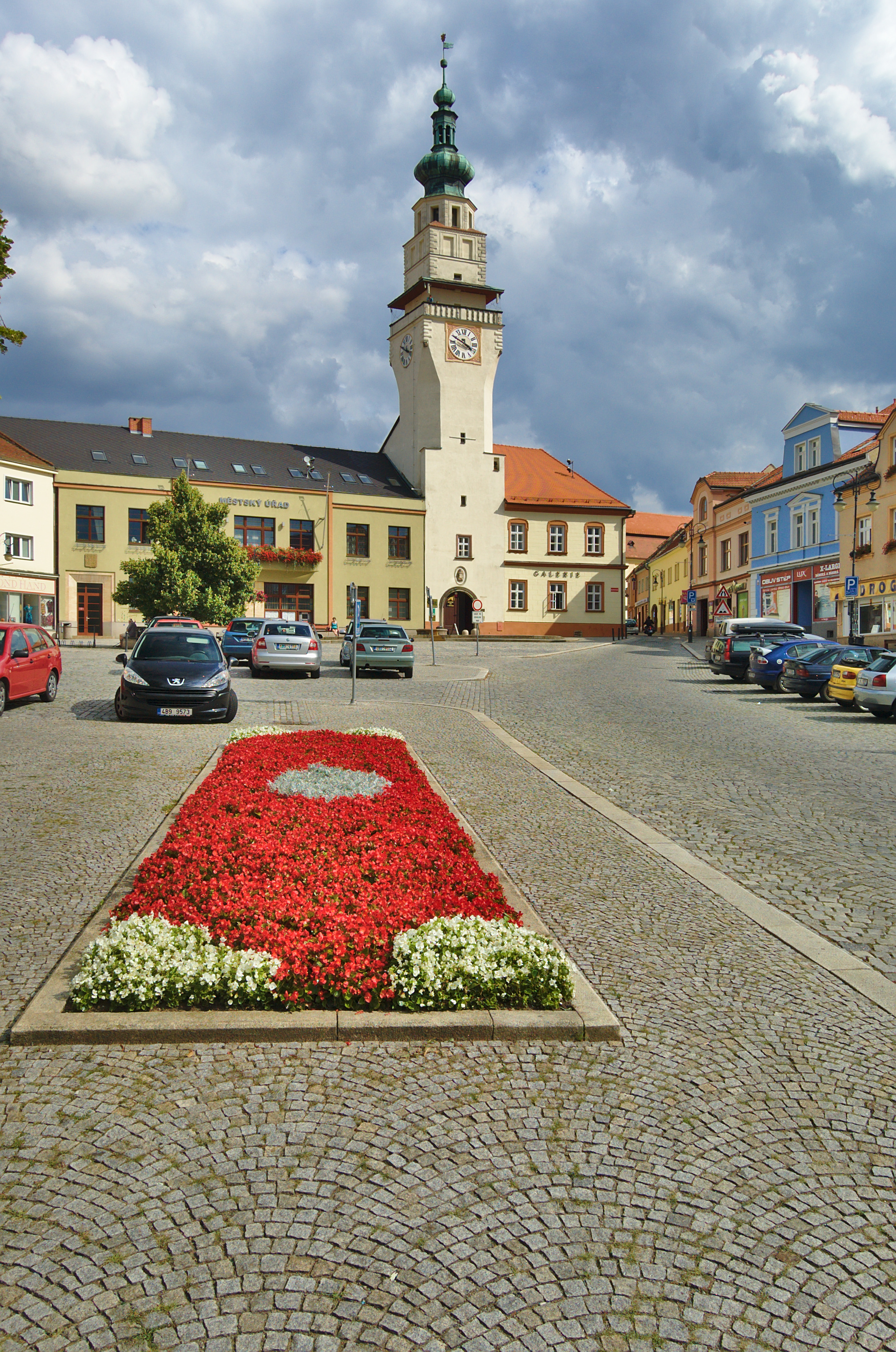
Náměstí s radnicí
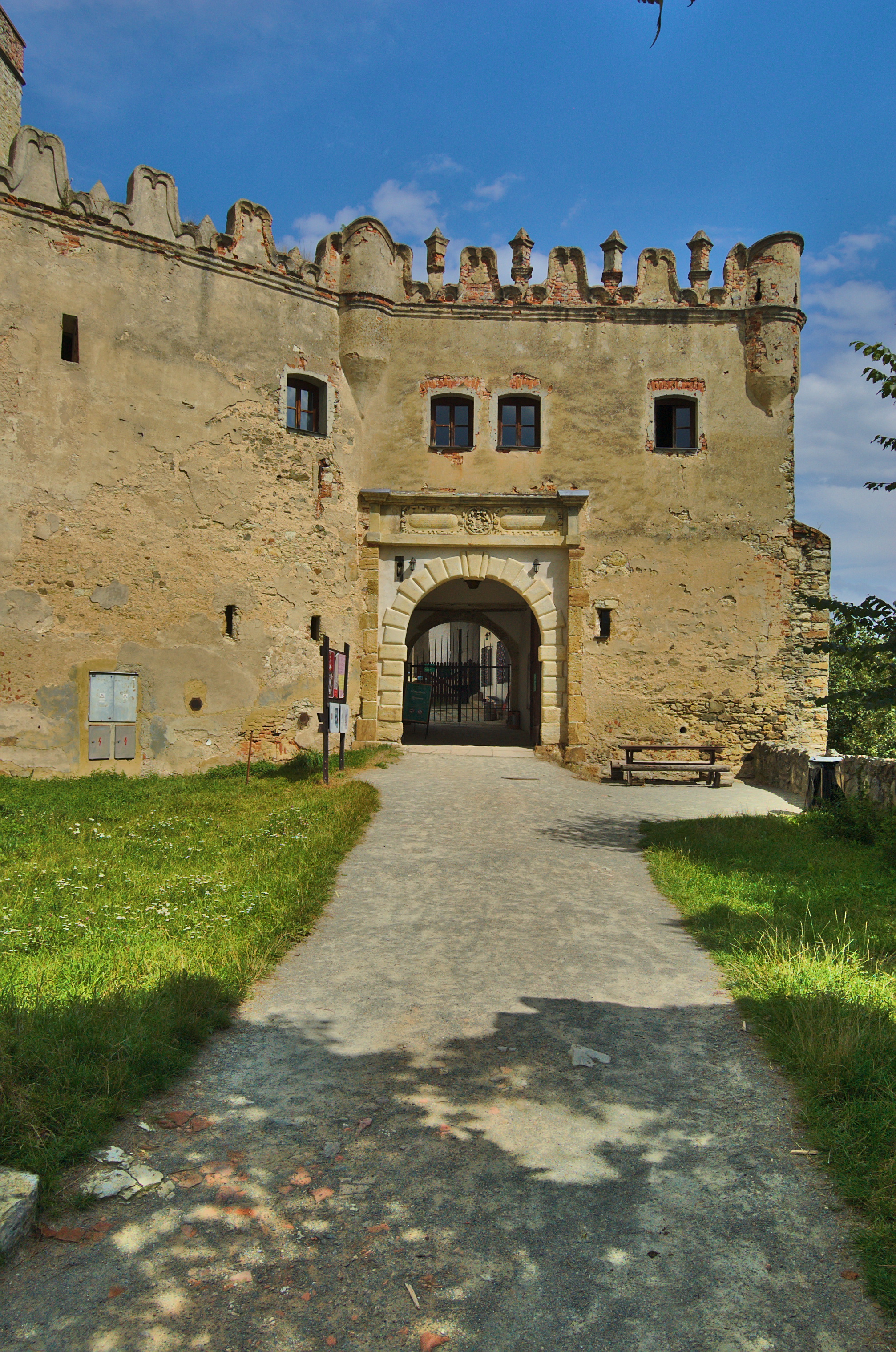
Vstupní brána Boskovického hradu
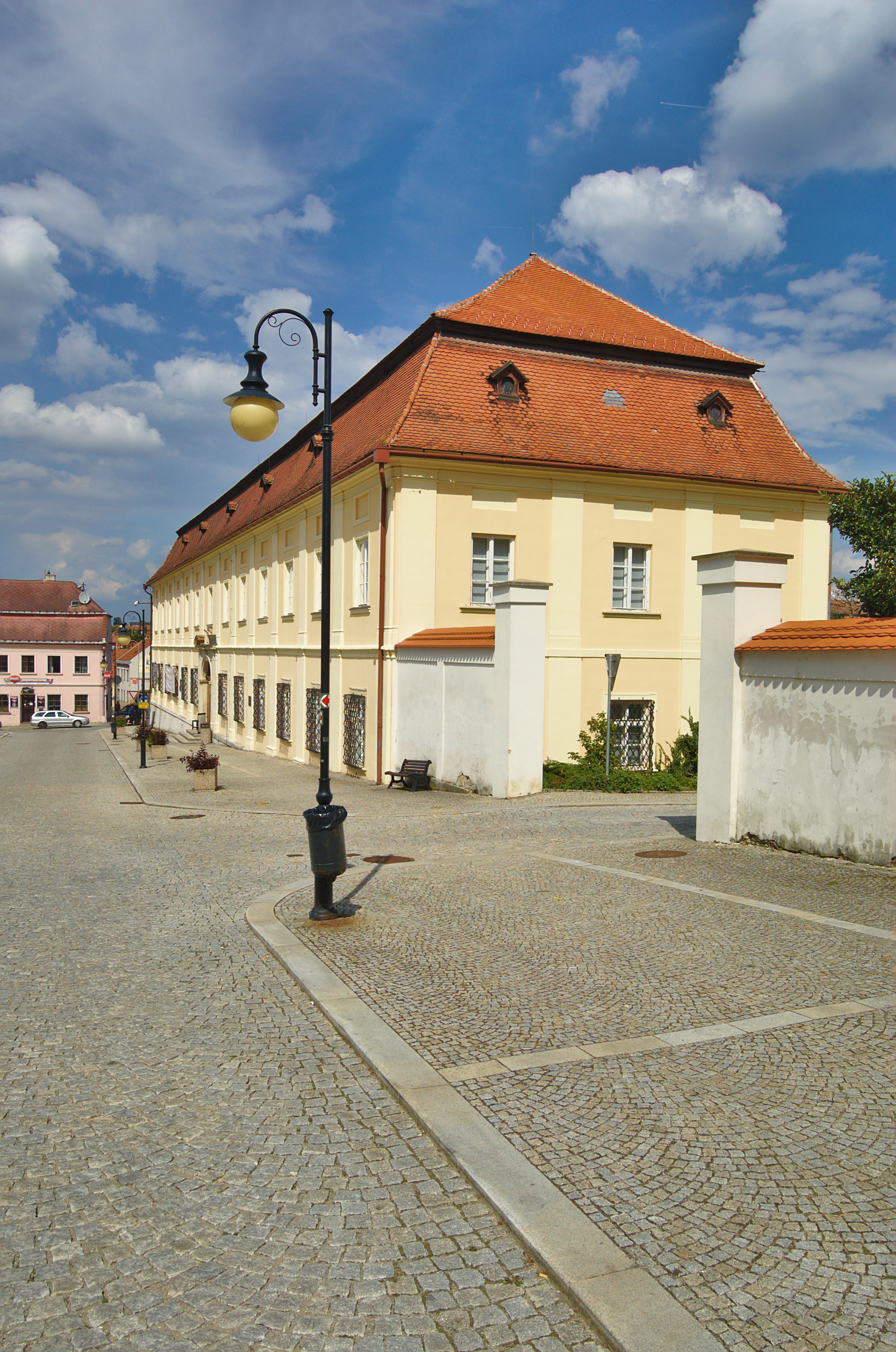
Muzeum v Boskovicích
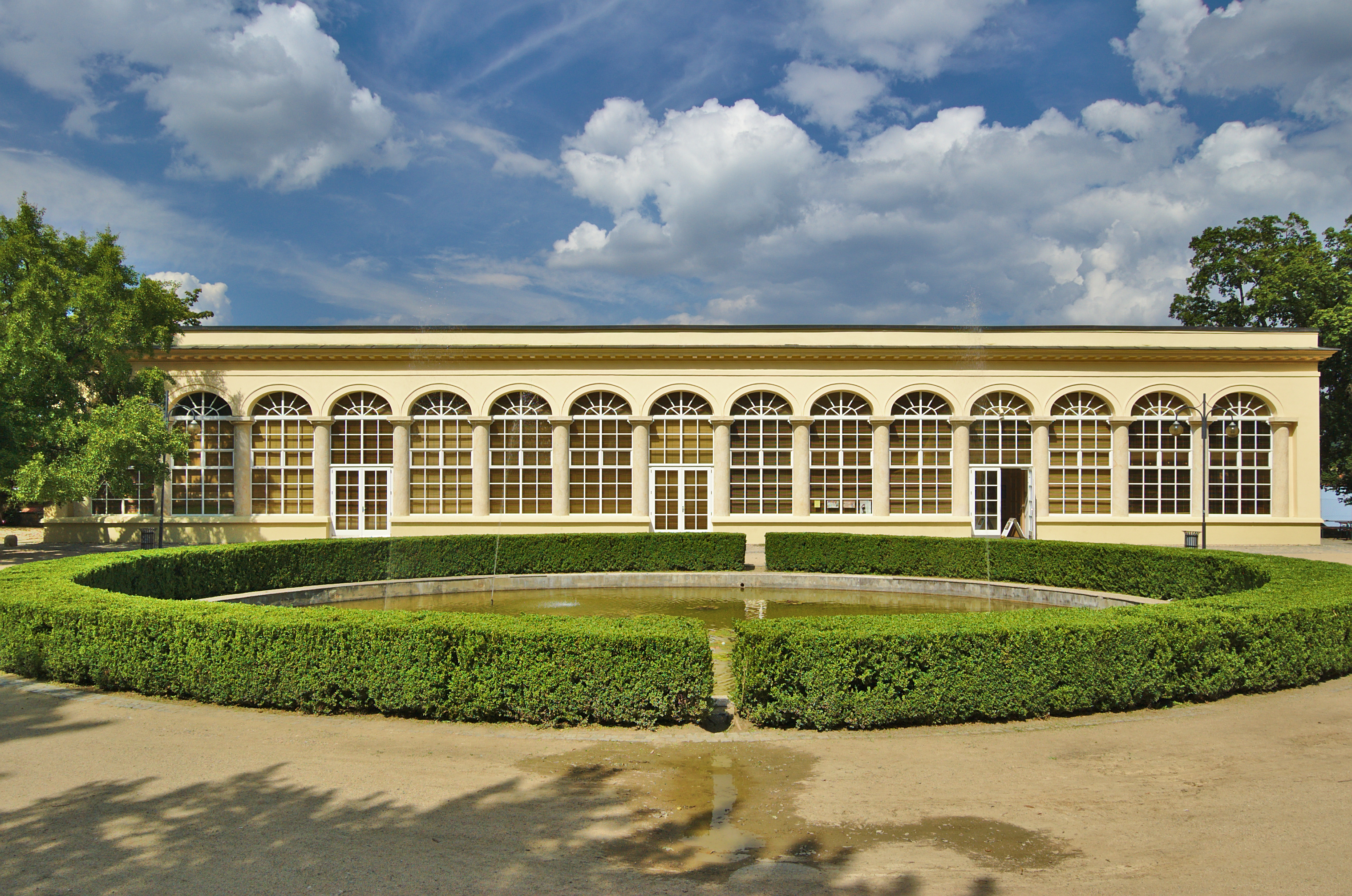
Zámecký skleník
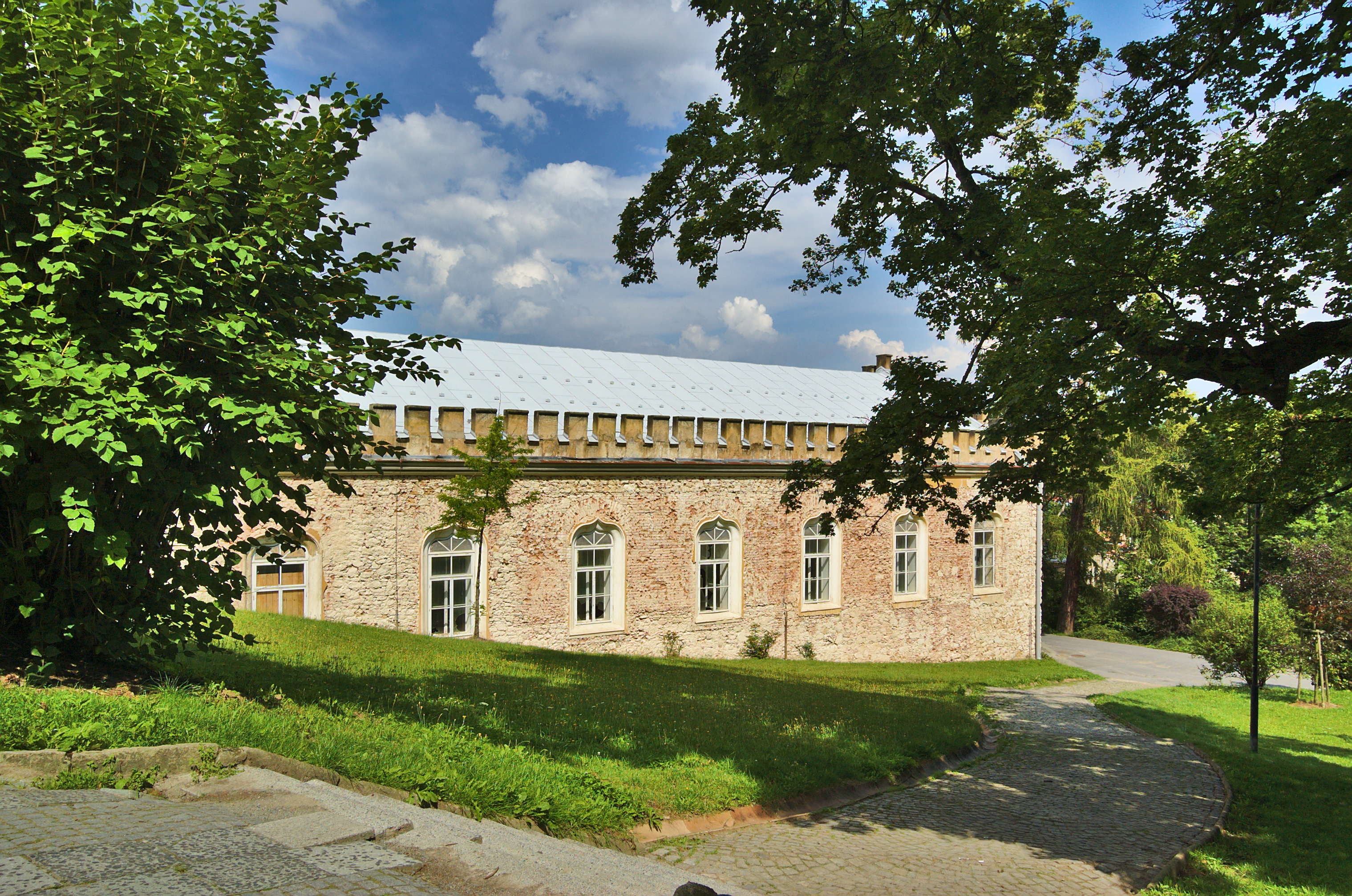
Jízdárna
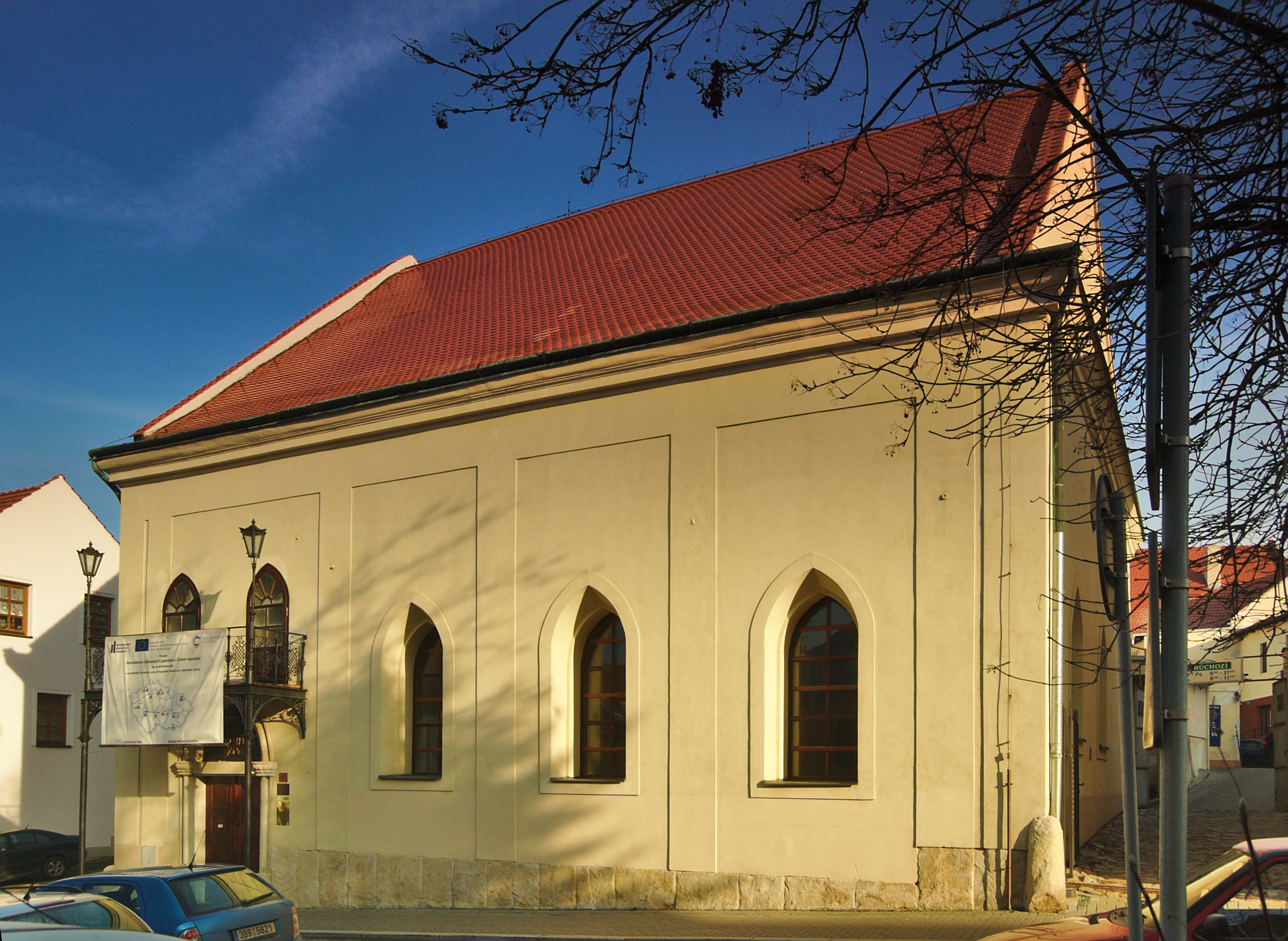
Větší synagoga
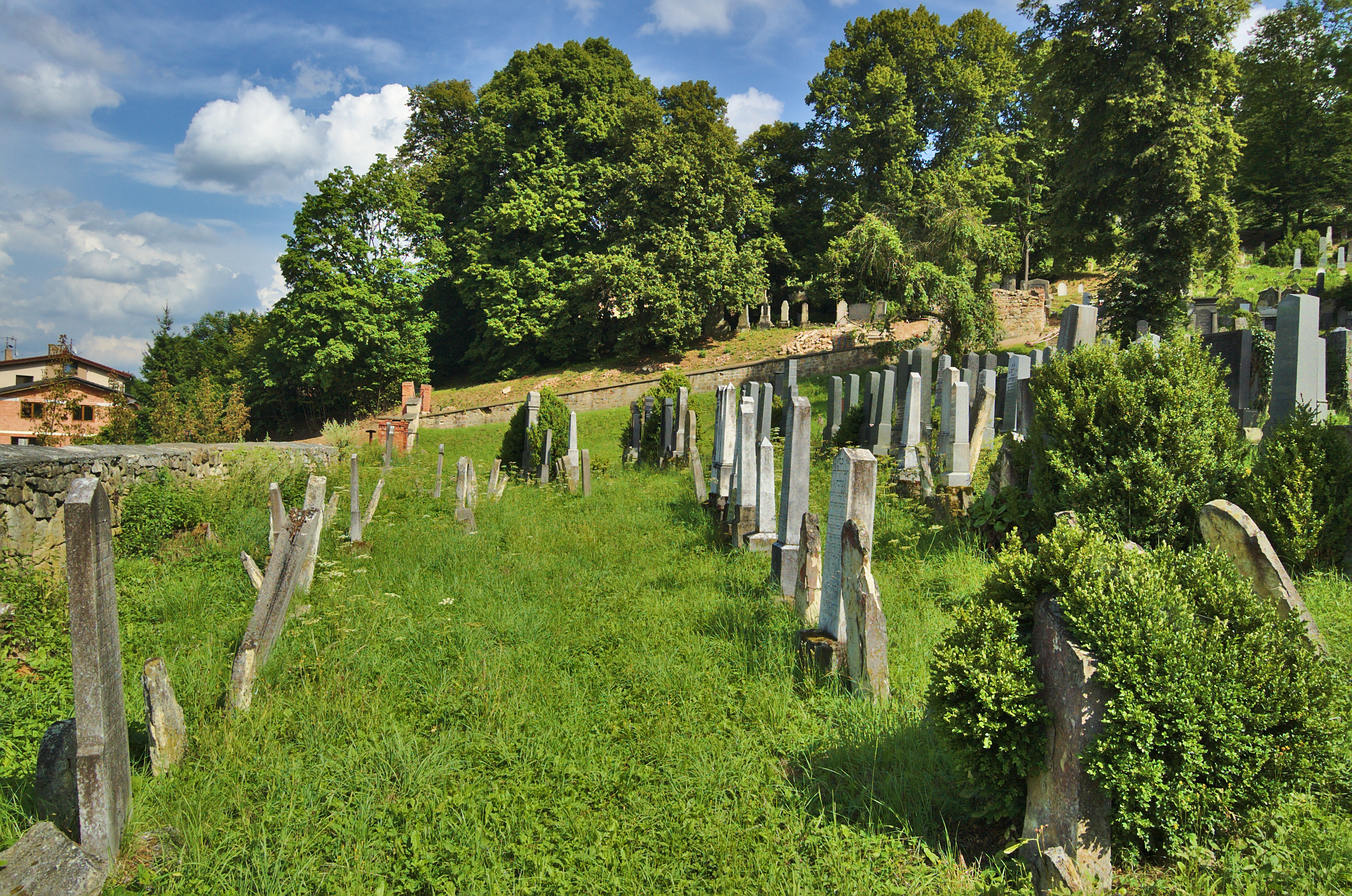
Židovský hřbitov
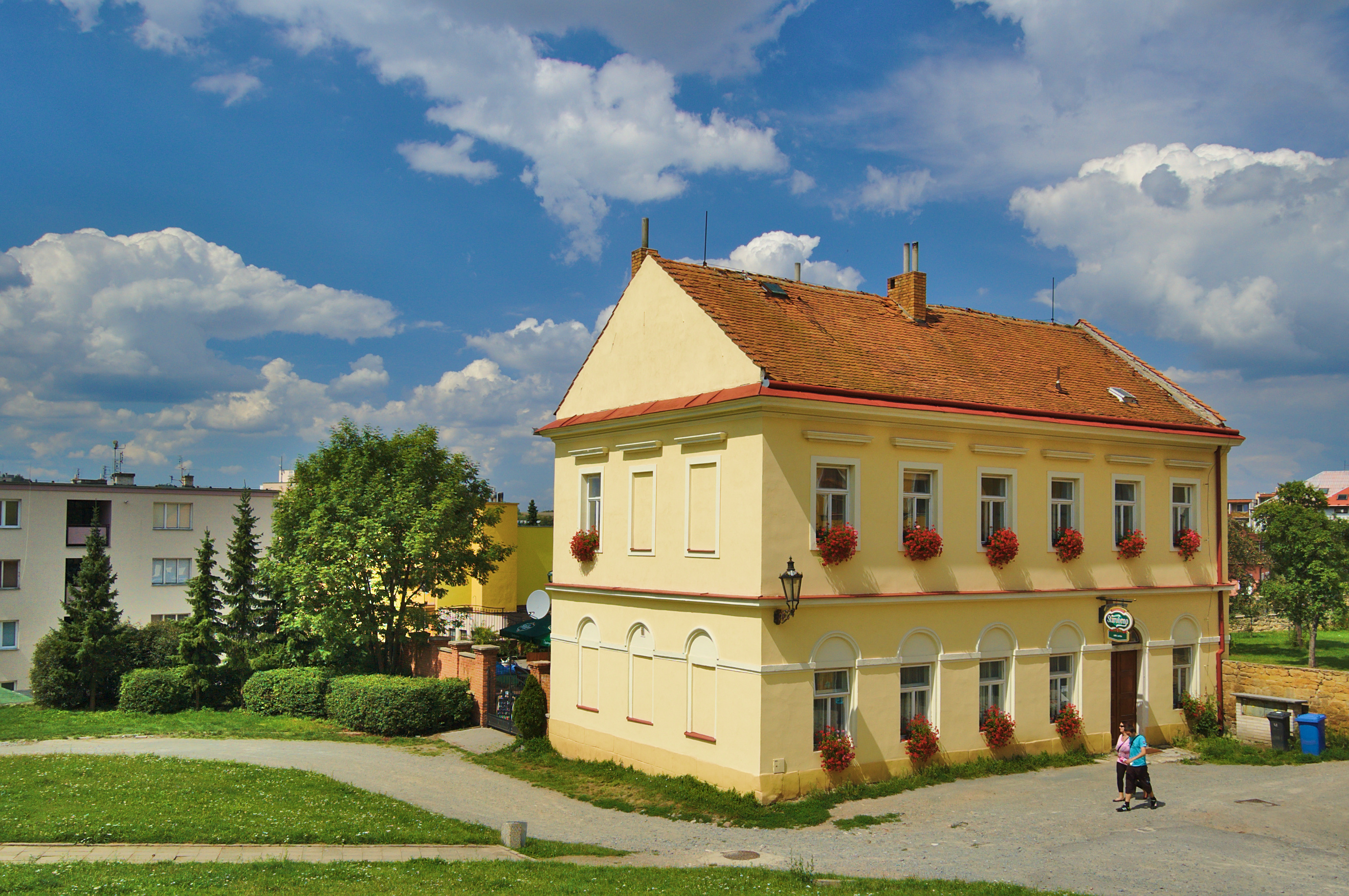
Židovský dům
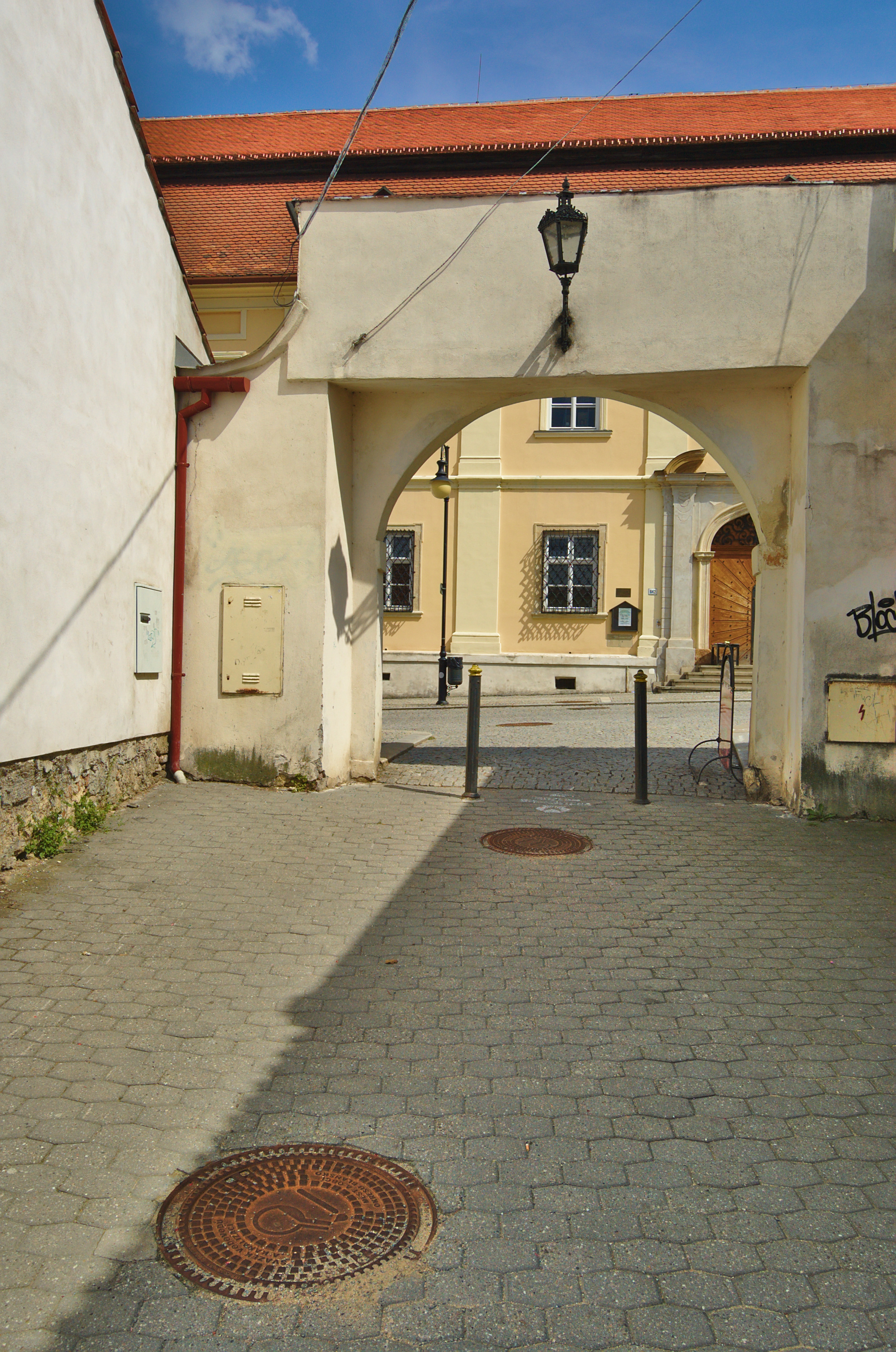
Židovská branka
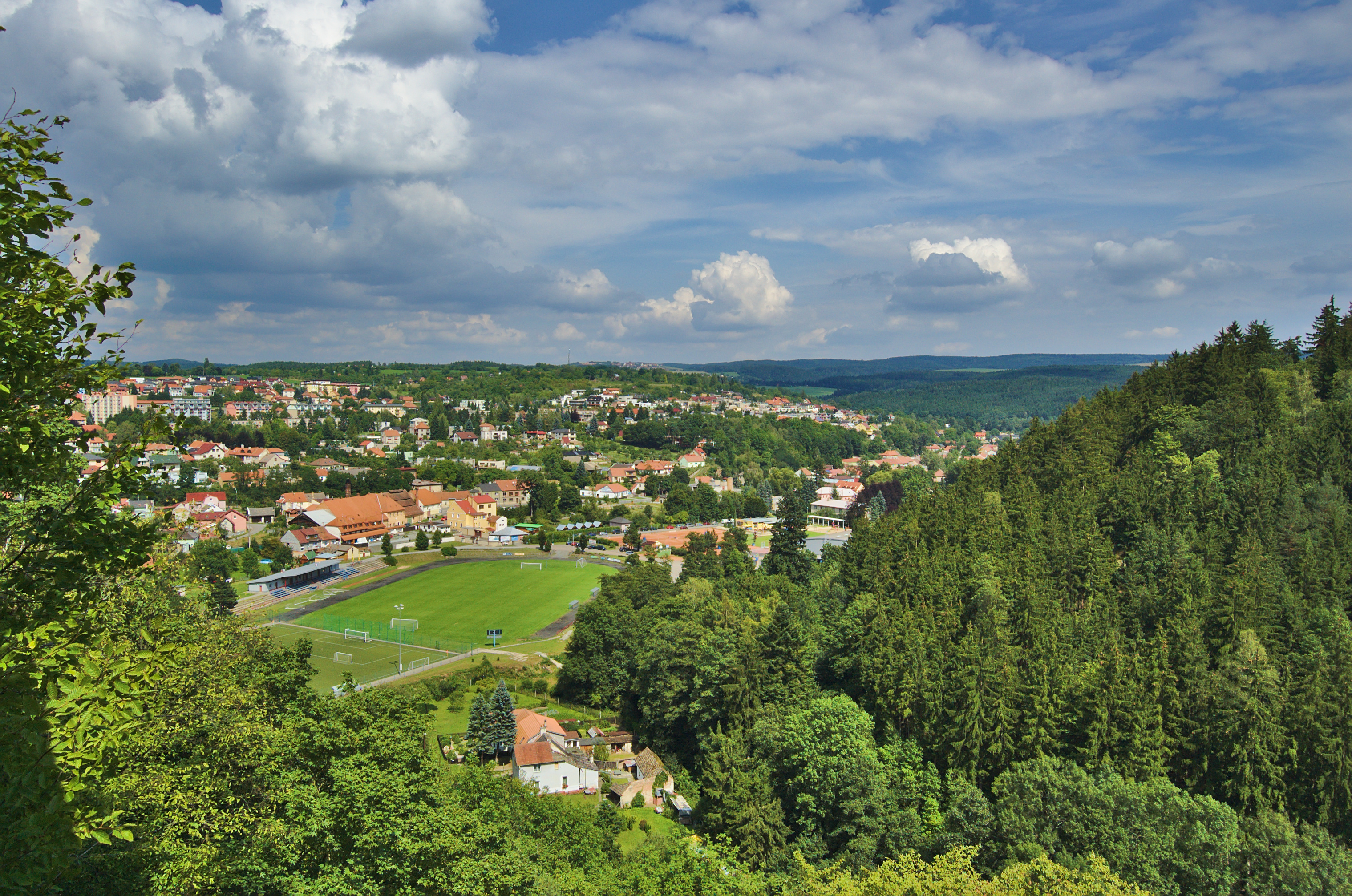
Pohled na východní část města, v popředí sportovní centrum Červená zahrada
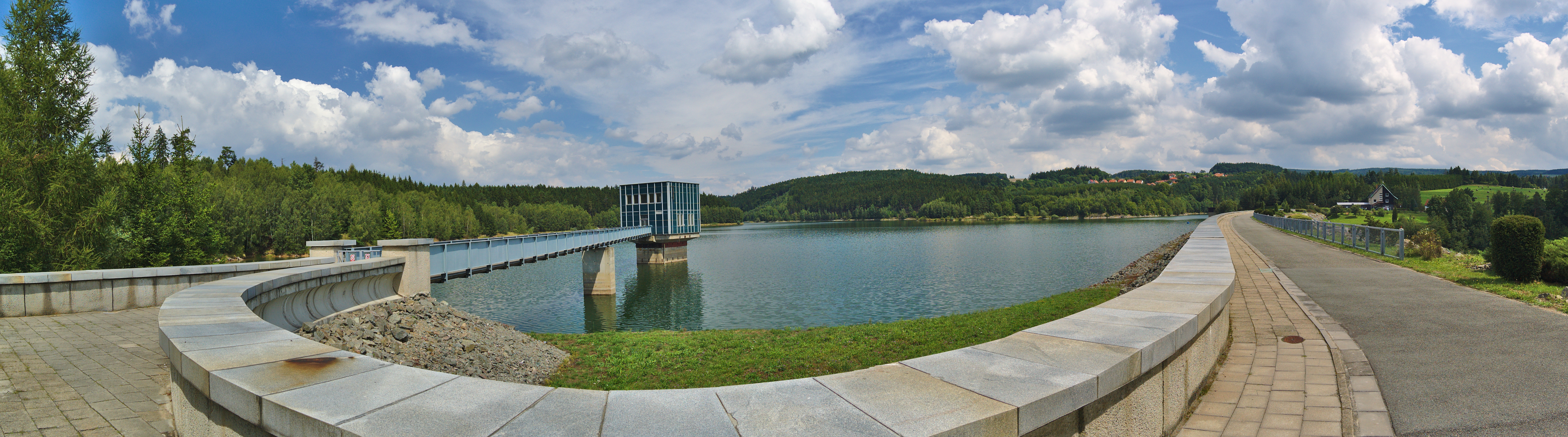
Vodní nádrž Boskovice
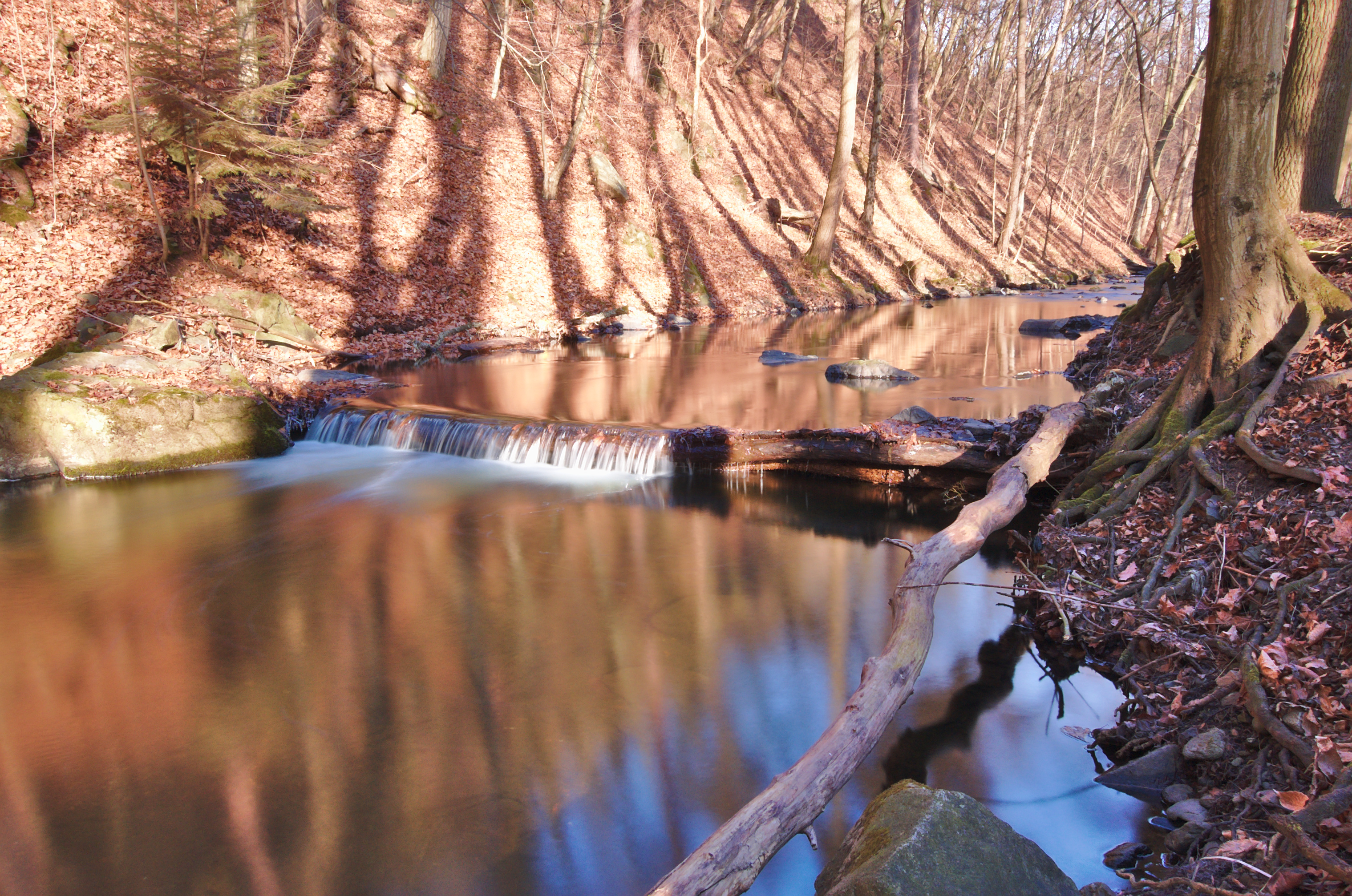
Říčka Bělá v Pilském údolí
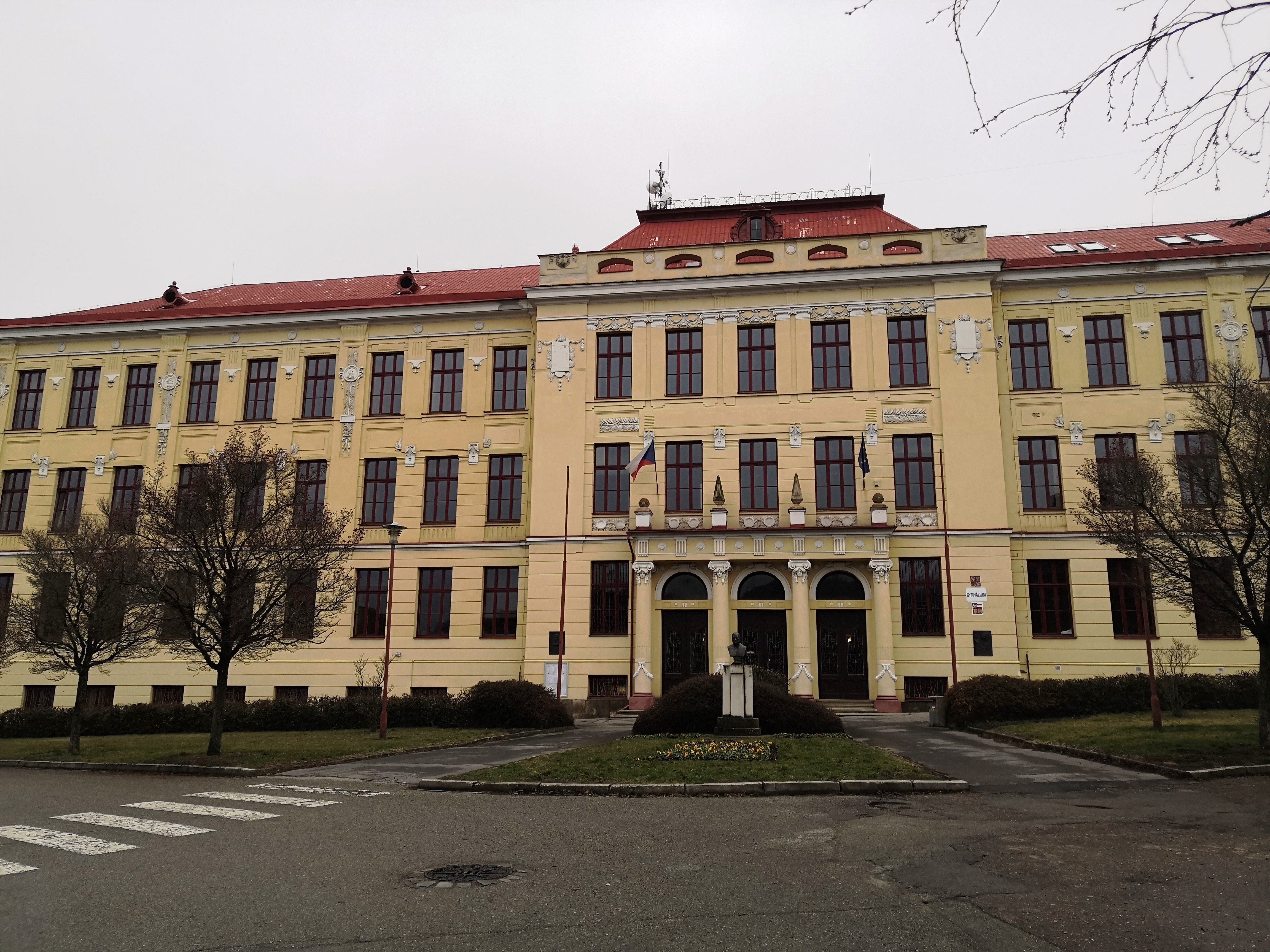
Boskovické gymnázium
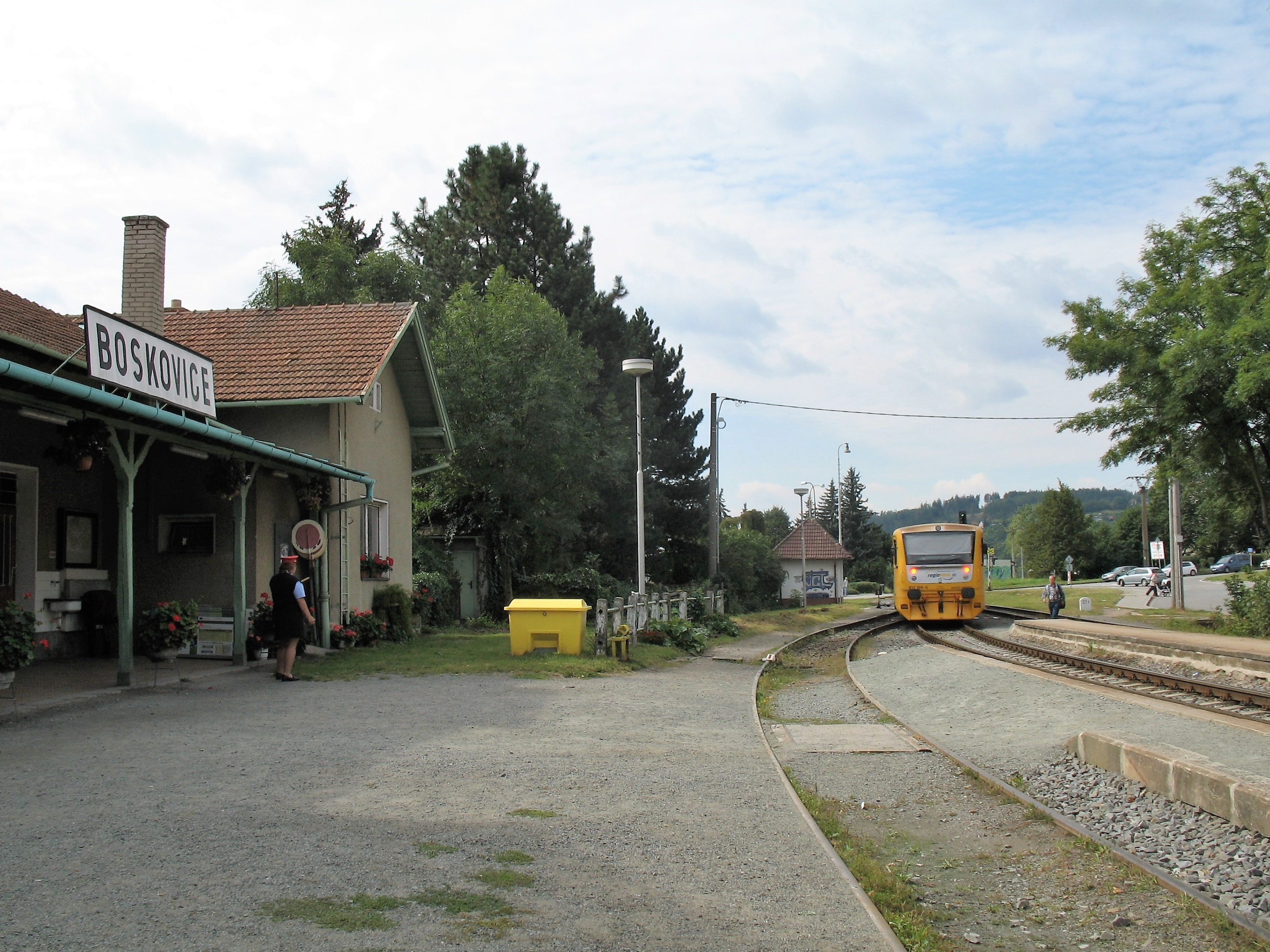
Vlakové nádraží Boskovice
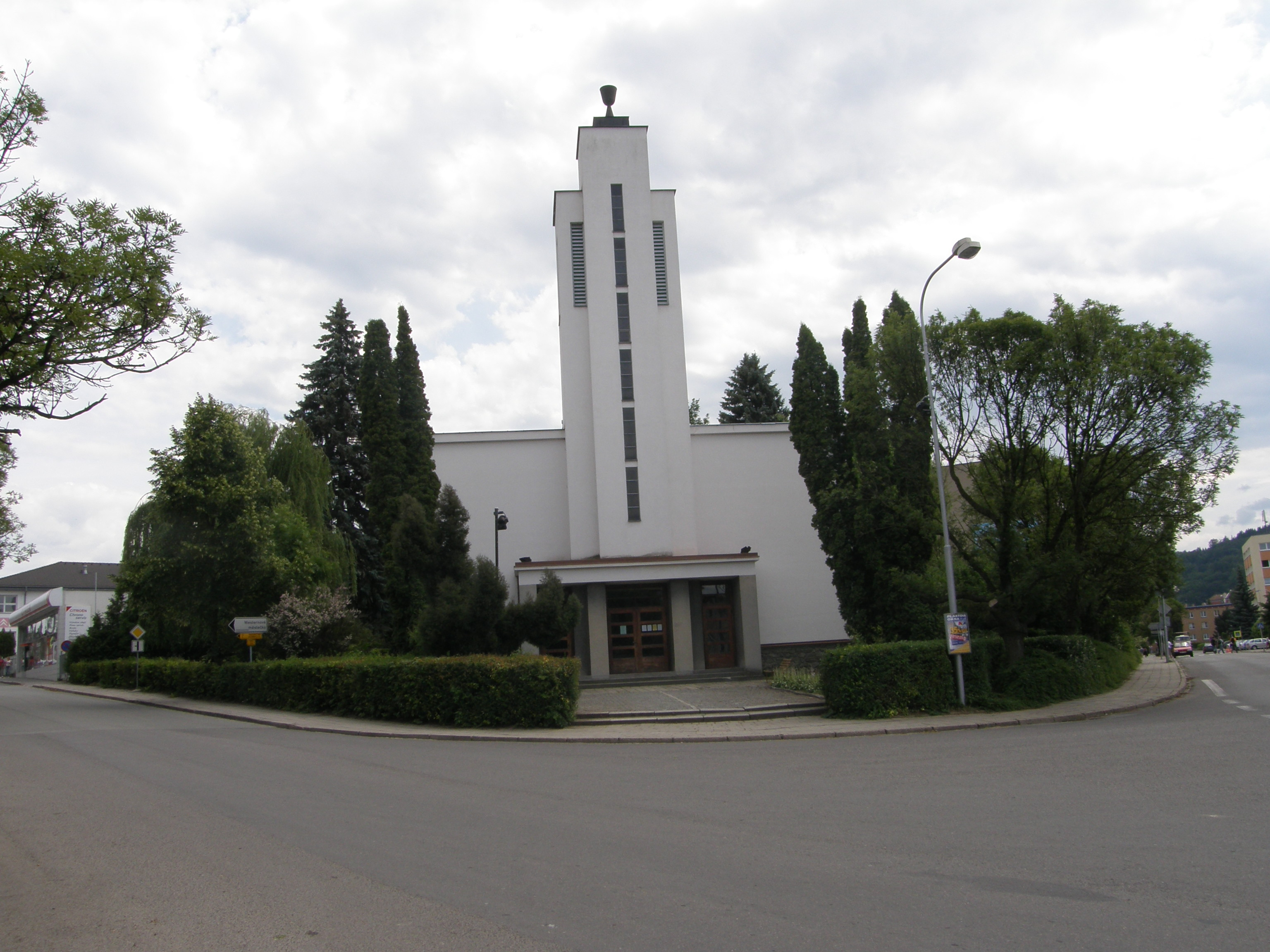
Evangelický kostel
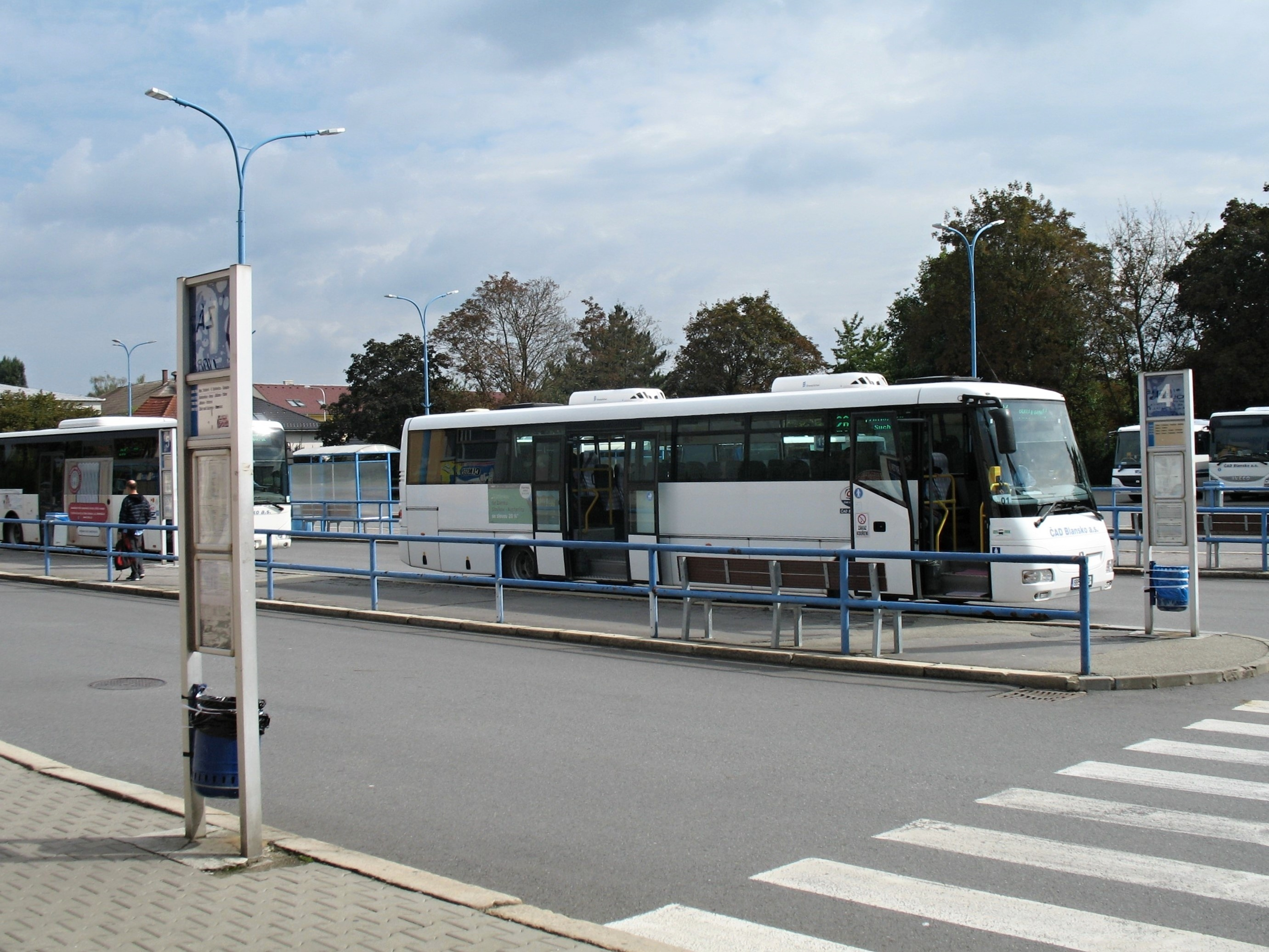
Autobusová stanice
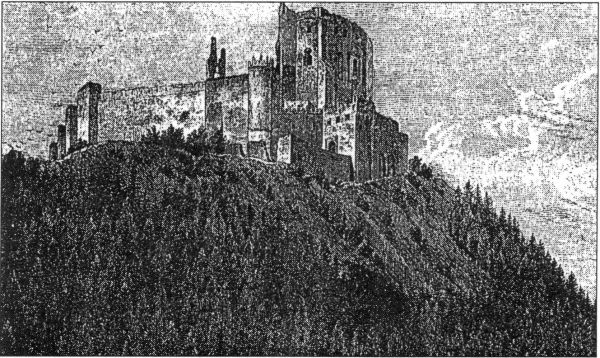
Boskovický hrad 1848